# Ликовна школа Штифла
Ликовна школа Штифла је уметничка образовна установа у Сремској Митровици. Налази се у улици Променада 49.

## Историјат
Ликовна школа Штифла основана је као Отворени ликовни атеље од стране ликовног педагога Ивице Ковачића Штифле, који је 1975. године покренуо прву ликовну школу у Сремској Митровици. Предраг Ковачић је 2008. увео нове програме и модернизовао наставу како би пратио савремене тенденције и иновативне приступе у ликовном образовању, подстичући креативни развој нових генерација. Фокус школе је на ликовном описмењавању ученика. Предавачи су Ивица Ковачић Штифла и Предраг Ковачић.
Школу сачињавају четири групе полазника: ученици основне школе, ученици средњошколског узраста, кандидати на неку вишу или високу уметничку школу и особе зреле доби. Сви полазници у зависности од узраста изучавају цртање, сликање, вајање, фотографију, графичке технике штампе, анатомију са анатомским цртањем, основе архитектуре са архитектонским цртањем, 3Д моделовање, графички дизајн, веб дизајн, историју уметности, теорију форме ликовног дела и технологију материјала. Упис је током целе године. Садрже и припреме за упис на ликовне академије и факултете уметности, припреме за архитектуру и онлајн часове.